# Gondwanagaricites magnificus
Gondwanagaricites magnificus é uma espécie fóssil de cogumelo da ordem Agaricales. É a única espécie descrita para o gênero Gondwanagaricites, apresentando morfologia muito semelhante a cogumelos atuais. Foi descrito em 2017, por estudo publicado na revista científica Plos One pelo professor Andrew Miller junto com cientistas da Universidade de Illinois, Estados Unidos. O espécime é proveniente dos calcários laminados da Formação Crato, do período Cretáceo, que afloram na região norte da Bacia do Araripe, no Ceará, Brasil, sendo o cogumelo fóssil mais antigo do mundo, o único conservado em rocha, e o primeiro conhecido para o supercontinente Gondwana.
O espécime único amplia a faixa de tempo geológico conhecida para cogumelos por volta de 14 a 21 milhões de anos e está alojado no Herbário URM da Universidade Federal de Pernambuco, em Recife, Brasil. Foi encontrado num complexo de pedreiras, perto da cidade de Nova Olinda, um dos principais sítios paleontológicos do planeta, sendo o território nordestino um dos locais que mais possui fósseis de seres pré-históricos bem conservados.

## Etimologia
O nome do gênero é uma combinação de Gondwana, o antigo supercontinente, a palavra grega agarikon, que significa “um cogumelo”, ites, que significa "fóssil". O epíteto específico é o adjetivo latino magnificus, que significa “magnífico” ou “esplêndido” em referência à notável preservação do espécime.

## Descrição

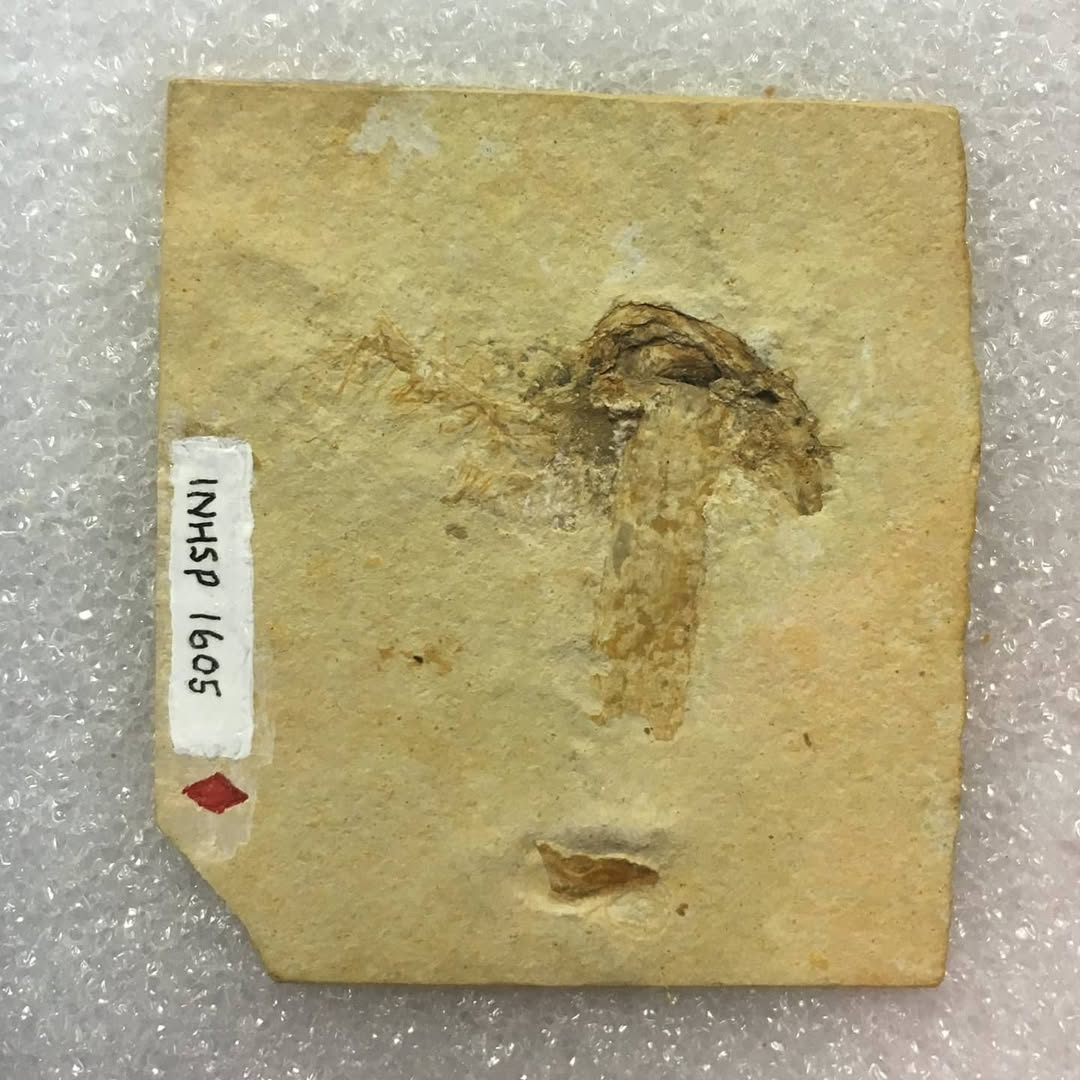
Fóssil do Gondwanagaricites magnificus, o fungo mais antigo fossilizado em uma rocha já encontrado.

A descrição geral do gênero Gondwanagaricites é uma reminiscência de cogumelos na família Strophariaceae e caracterizada pelo pequeno tamanho e forma robusta do basidioma geral e o contexto espesso do píleo. Observado por microscopia eletrônica, revela-se que havia sob sua tampa, em vez de poros ou dentes, estruturas que liberam esporos para a estipe central e a aparente ausência de um véu universal e parcial. Possui cinco centímetros de altura e coloração alaranjada. A idade mínima é de 113-120 milhões de anos.

## Descoberta e repatriação
A descoberta aconteceu inesperadamente pelo paleontólogo Sam Heads, do Instituto de Pesquisa em História Natural da Universidade de Illinois (EUA), enquanto ele digitalizava uma coleção de fósseis já coletados no Araripe. O espécime estava nos Estados Unidos, pelo acaso do contrabando, e foi encontrado por um colecionador em uma feira, que repassou ao pesquisador, que reconheceu sua importância e fez a doação que garantiu o seu retorno para o país de origem. O fóssil retornou foi devolvido ao Brasil em 2016, na sessão de abertura do VIII Congresso Brasileiro de Micologia, na Universidade Federal de Santa Catarina, em Florianópolis, sendo então depositado no Herbário URM, da Universidade Federal de Pernambuco, em Recife.